# Pont de Saint-Genix

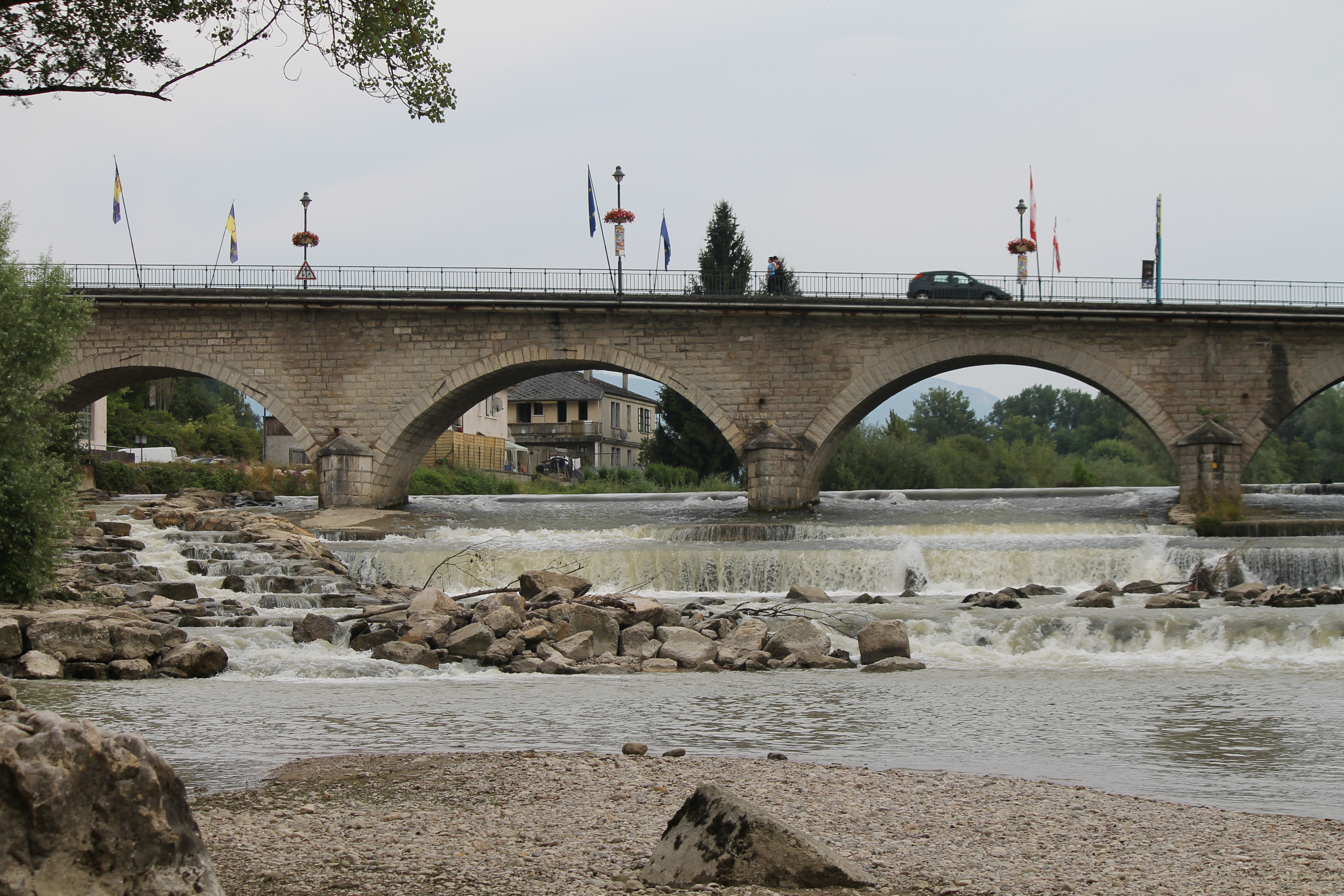
Pont de Saint-Genix, sur le Guiers, vu de l'aval

Le pont de Saint-Genix est un pont routier franchissant le Guiers. Il relie Saint-Genix-sur-Guiers (Savoie) à son faubourg de Gare de l'Est, sur la commune d'Aoste (Isère).

## Description

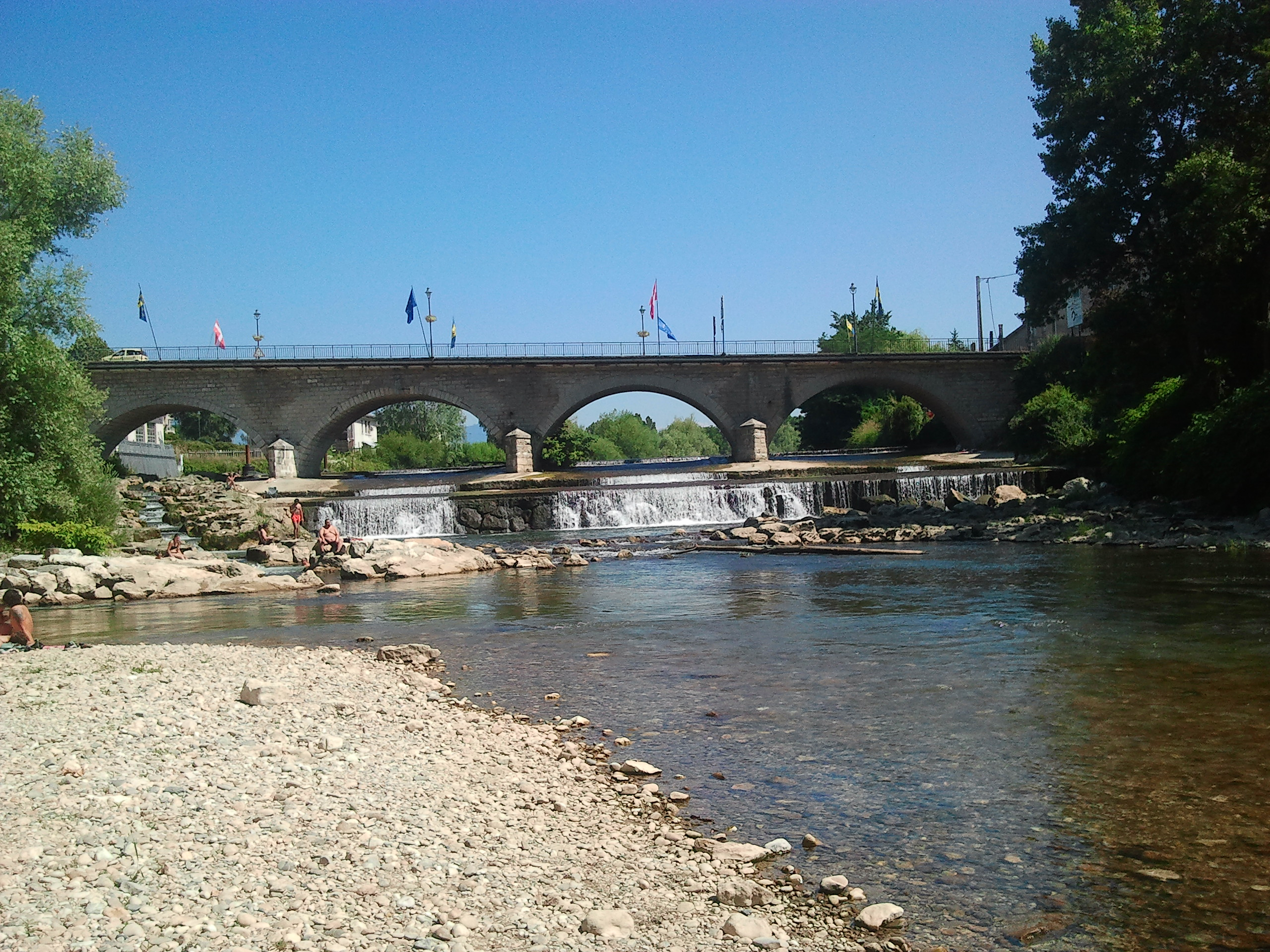
Pont sur le Guiers à Saint-Genix-les-Villages reliant le département de l'Isère à droite à celui de la Savoie, à gauche.

C'est un pont voûté en maçonnerie, long de 103 m. Il est constitué de cinq arches voûtées, de 14,7 m chacune.
Le pont de Saint-Genix est le seul passage routier sur le Guiers en aval de celui de Pont-de-Beauvoisin. Il est distant d'environ 2 km de l'embouchure du Guiers dans le Rhône. Il est emprunté par la route D1516, reliant La Tour-du-Pin à Yenne.

## Historique

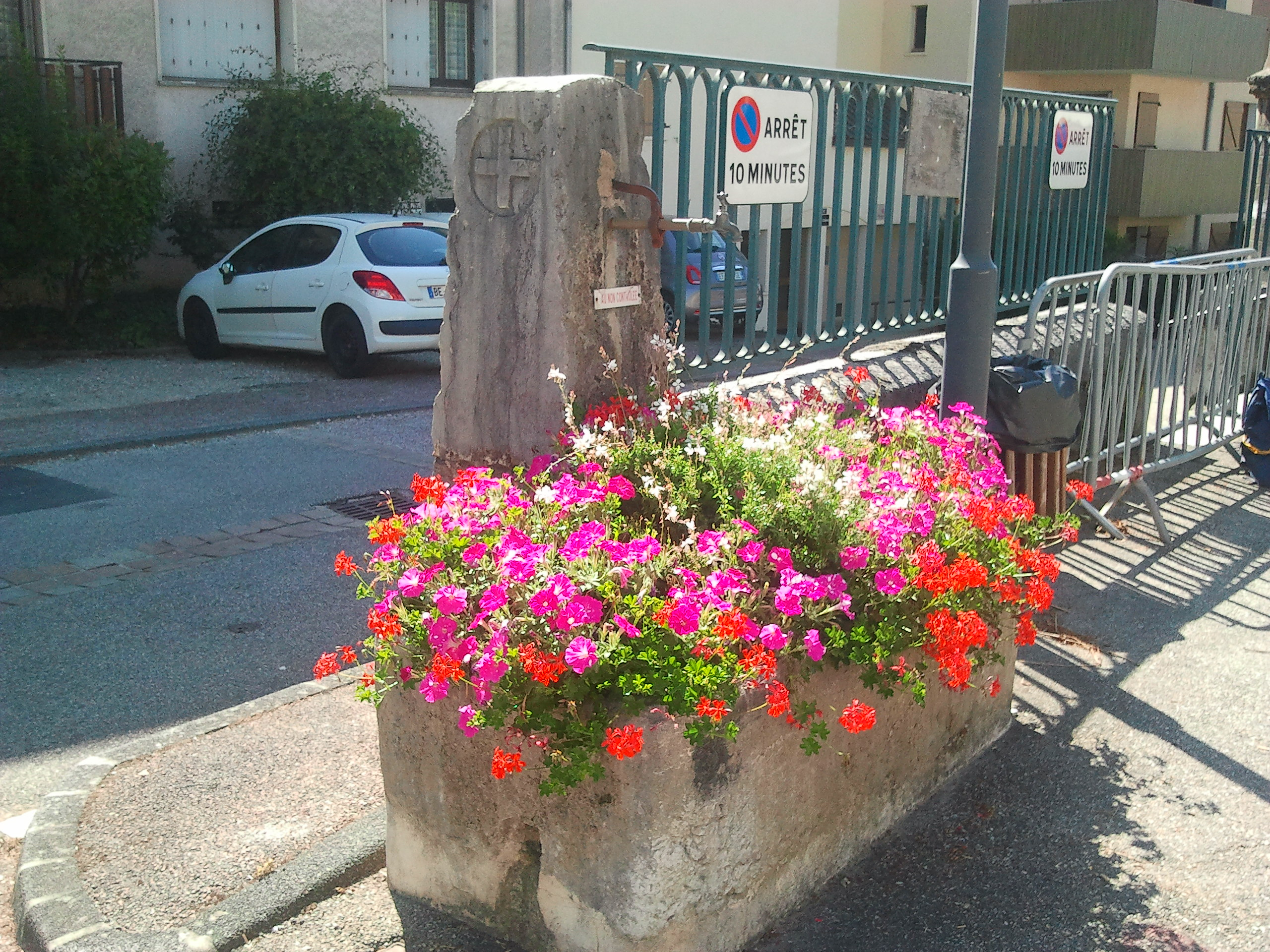
Borne frontière n°5 datant de 1822 qui se trouvait au départ au milieu du pont de Saint-Genix-sur-Guiers et qui délimitait l'ancien Duché de Savoie au Royaume de France. Cette borne se trouve actuellement place des Tilleuls à Saint-Genix-les-Villages.

Le pont de Saint-Genix serait antérieur à 1866.
Avant le pont actuel, il existait sans doute un pont plus ancien, peut-être un peu plus bas en aval.
En 1822, une borne frontière délimitant les États de Savoie au royaume de France fut installée au milieu du pont. Cette borne frontière portait le n°5 et faisait partie des 93 bornes frontières de 1822-1823 qui délimitaient l'ancien duché de Savoie au royaume de France.
Cette borne n°5 de 1822 se trouve aujourd'hui place des Tilleuls à Saint-Genix-les-Villages et a été transformée en fontaine et en bac à fleurs.